# Collado Hermoso
Collado Hermoso es un municipio y localidad española de la provincia de Segovia, en la comunidad autónoma de Castilla y León. El término municipal tiene una población de 118 habitantes (INE 2024). 

## Geografía
Integrado en la Comunidad de villa y tierra de Pedraza, se sitúa a 18 km de la capital segoviana. El término municipal está atravesado por la carretera nacional N-110 entre los puntos kilométricos 170 y 172. 
El relieve del municipio está formado por la ladera occidental de los Montes Carpetanos, que forman parte de la Sierra de Guadarrama. Por el territorio discurren dos arroyos, conocidos como río Sordillo, que desagua en el río Cega, y río Viejo que a su vez desemboca en el río Pirón. La altitud oscila entre los 2129 m, en el límite con la provincia de Madrid, y los 1190 ms a orillas del río Viejo. El pueblo se alza a 1222 m sobre el nivel del mar. En su término municipal se encuentran los despoblados de Las Casillas, Milcáravos y Sancho Gómez.
| Noroeste: Pelayos del Arroyo | Norte: Pelayos del Arroyo       | Noreste: Torre Val de San Pedro |
| Oeste: Sotosalbos            |                                 | Este: Torre Val de San Pedro    |
| Suroeste: Sotosalbos         | Sur: Pinilla del Valle (Madrid) | Sureste: Torre Val de San Pedro |

Parte del territorio se encuentra en el parque nacional de la Sierra de Guadarrama.

## Historia
Son probables influencias arévacas, uno de cuyos más importantes enclaves se encontraba en la actual Sepúlveda, a solo 40 kilómetros de Collado Hermoso.
La localidad actual fue poblada por el obispo de Segovia Pedro de Agén en 1116, en 1123 se menciona por primera vez como Collad Formoso en una bula del Papa Calixto II.
Se engloba en las tierras de la Comunidad de villa y tierra de Pedraza tras su fundación el 28 de abril de 1139 por la donación a Munio Velo por parte del este mismo obispo. Este de también autorizará en 1133 la creación del Monasterio de Santa María de la Sierra.
En 1247 se citaba como Collado de Sotosalbos por su vínculo con este pueblo adyacente. Le estuvo anexionada la localidad de La Salceda, aunque hoy pertenece a Torre Val de San Pedro.
Según el Diccionario geográfico-estadístico de España y Portugal de Sebastián Miñano, Collado Hermoso contaba en 1828 con 300 habitantes.

## Demografía
Cuenta con una población de 118 habitantes (INE 2024).
| Gráfica de evolución demográfica de Collado Hermoso entre 1842 y 2021                                                 |
| |
| Población de derecho según los censos de población del INE. Población de hecho según los censos de población del INE. |

## Economía

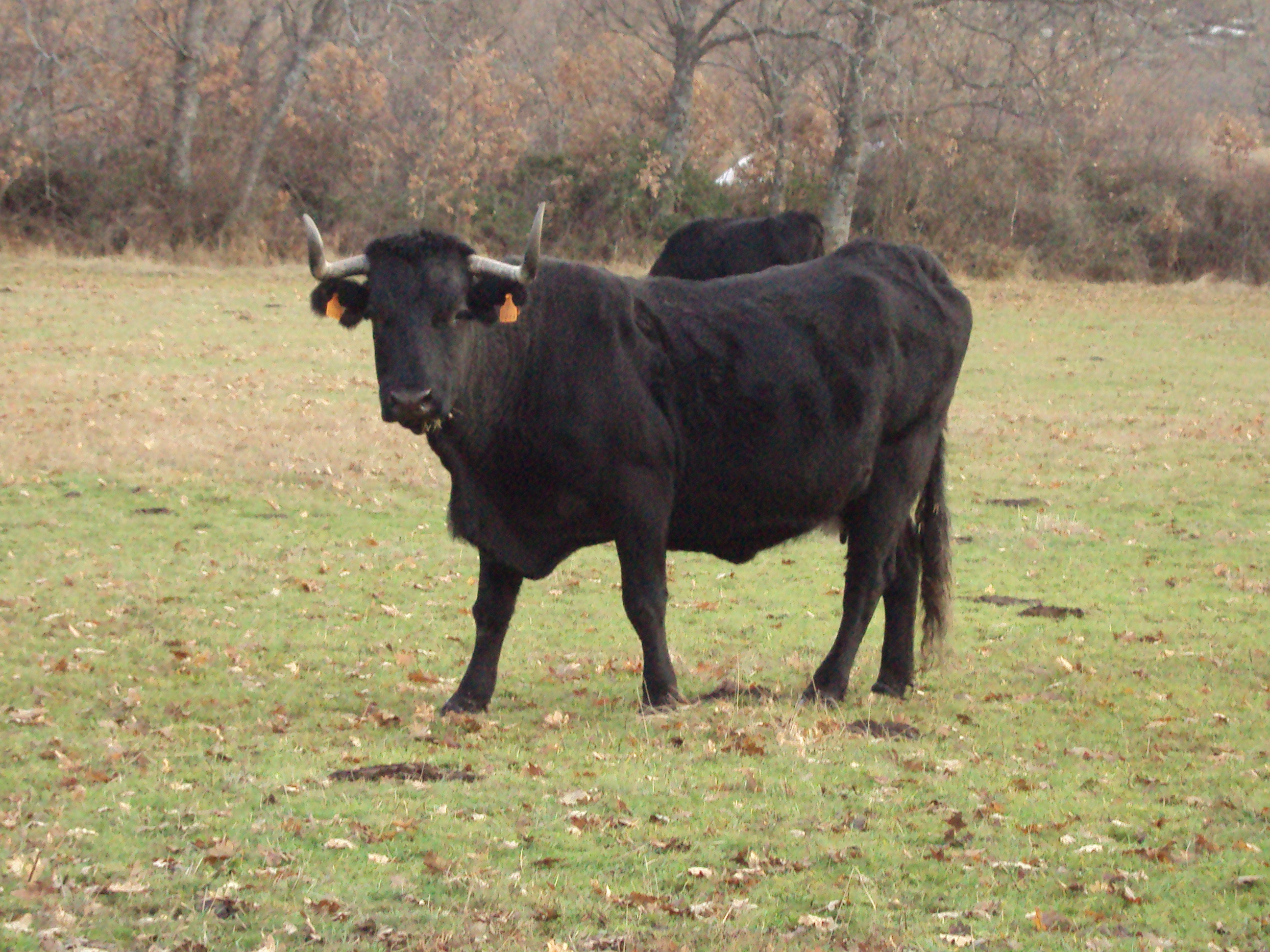
Vaca negra (avileña)

Los usos tradicionales descansan en la ganadería extensiva, que aún se mantiene con unas 300 cabezas de ganado bovino de carne. En el pasado también existieron vacas de leche y cabras. También era común tener dos vacas de tiro para usarlas en la yunta. Por último en cada casa no faltaban gallinas, conejos y por supuesto uno o dos gorrinos de engorde cuya matanza se celebraba en diciembre.
Respecto a la agricultura, solo subsiste una zona de huertas, último reducto de lo que otrora fue un municipio que cultivaba todas las tierras aptas para el laboreo. Patatas, judías, cebada y centeno, para la subsistencia propia y de los animales domésticos, así como plantas forrajeras (alfalfa) llenaban los campos del pueblo. En siglos pasados, también el lino fue básico para la confección de los vestidos de sus habitantes. 
Hoy, muchos de sus habitantes trabajan en Segovia y residen en Collado Hermoso estando muy próxima su pertenencia al Alfoz de Segovia. Además, existen dos restaurantes, dos establecimientos de alojamiento rural, una panadería y una frutería, una herrería, varias empresas familiares de construcción y una pequeña industria de confección de paños.

## Administración y política
Lista de alcaldes
| Periodo   | Nombre                                                                       | Partido |
| --------- | ---------------------------------------------------------------------------- | ------- |
| 1979-1983 | Pedro Martín Paéz                                                            | UCD     |
| 1983-1987 | Justo García Yagüe                                                           | PSOE    |
| 1987-1991 | Pablo Sanz de Isabel                                                         | PSOE    |

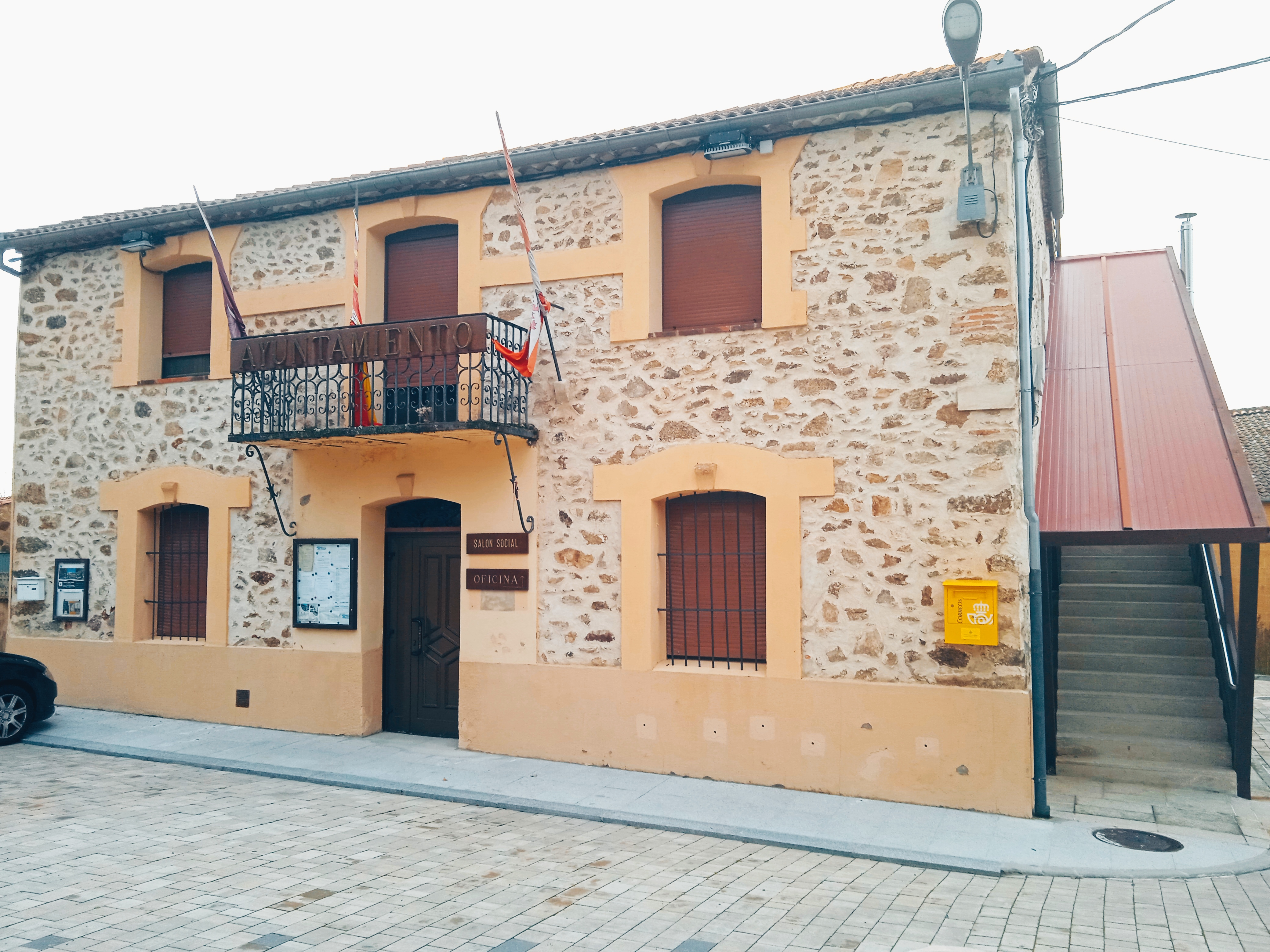
Casa consistorial, sede del Ayuntamiento

| 1991-1995 | Sevastián González de Vicente (-1991) Miguel Ángel de Vicente Martín (1991-) | PP      |
| 1995-1999 | Miguel Ángel de Vicente Martín                                               | PP      |
| 1999-2003 | Miguel Ángel de Vicente Martín                                               | PP      |
| 2003-2007 | Miguel Ángel de Vicente Martín                                               | PP      |
| 2007-2011 | Miguel Ángel de Vicente Martín                                               | PP      |
| 2011-2015 | Miguel Ángel de Vicente Martín                                               | PP      |
| 2015-2019 | Miguel Ángel de Vicente Martín                                               | PP      |
| 2019-2023 | Miguel Ángel de Vicente Martín                                               | PP      |
| 2023-act. | Miguel Ángel de Vicente Martín                                               | PP      |

## Patrimonio

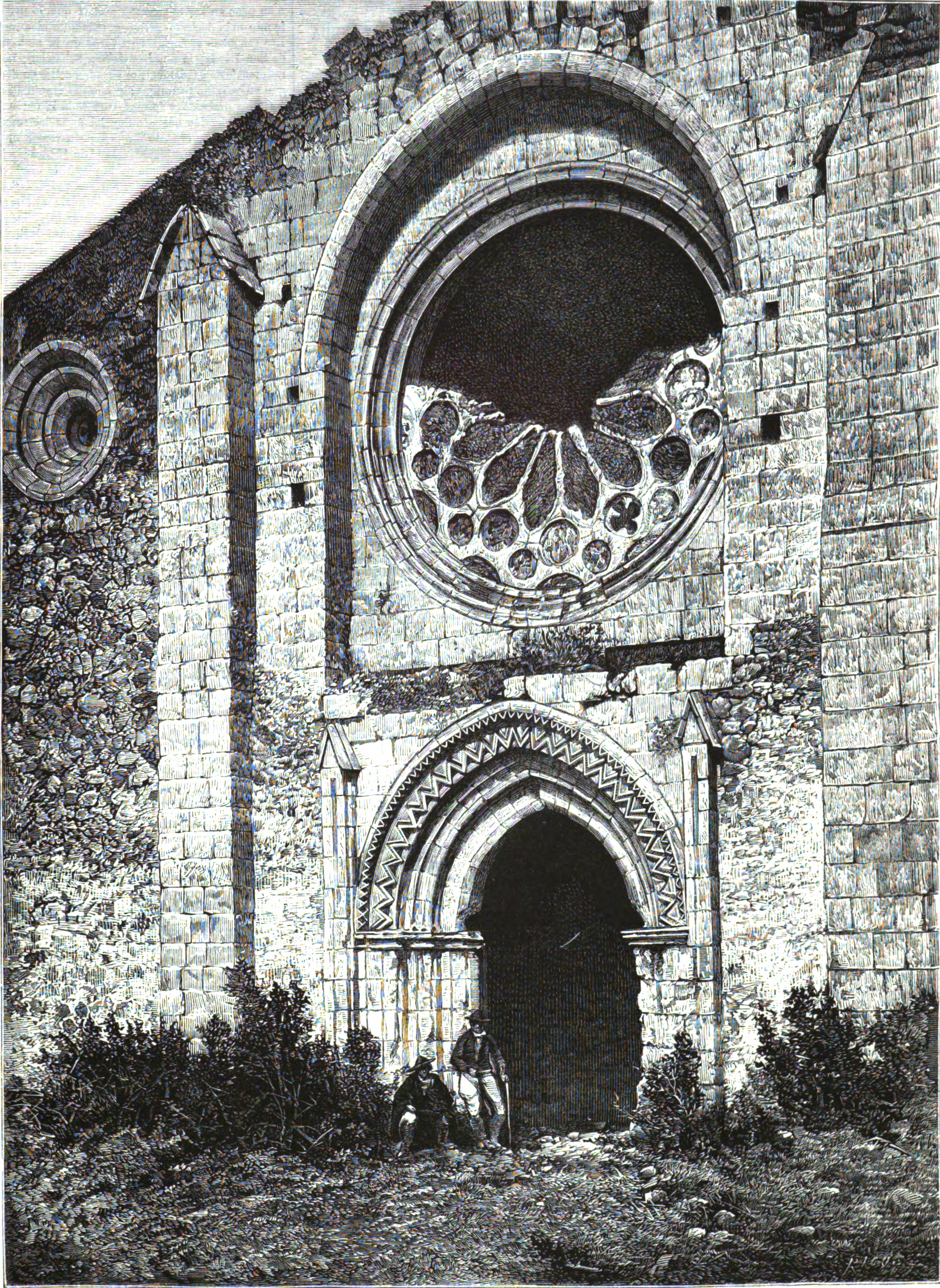
Ruinas del monasterio a mediados del

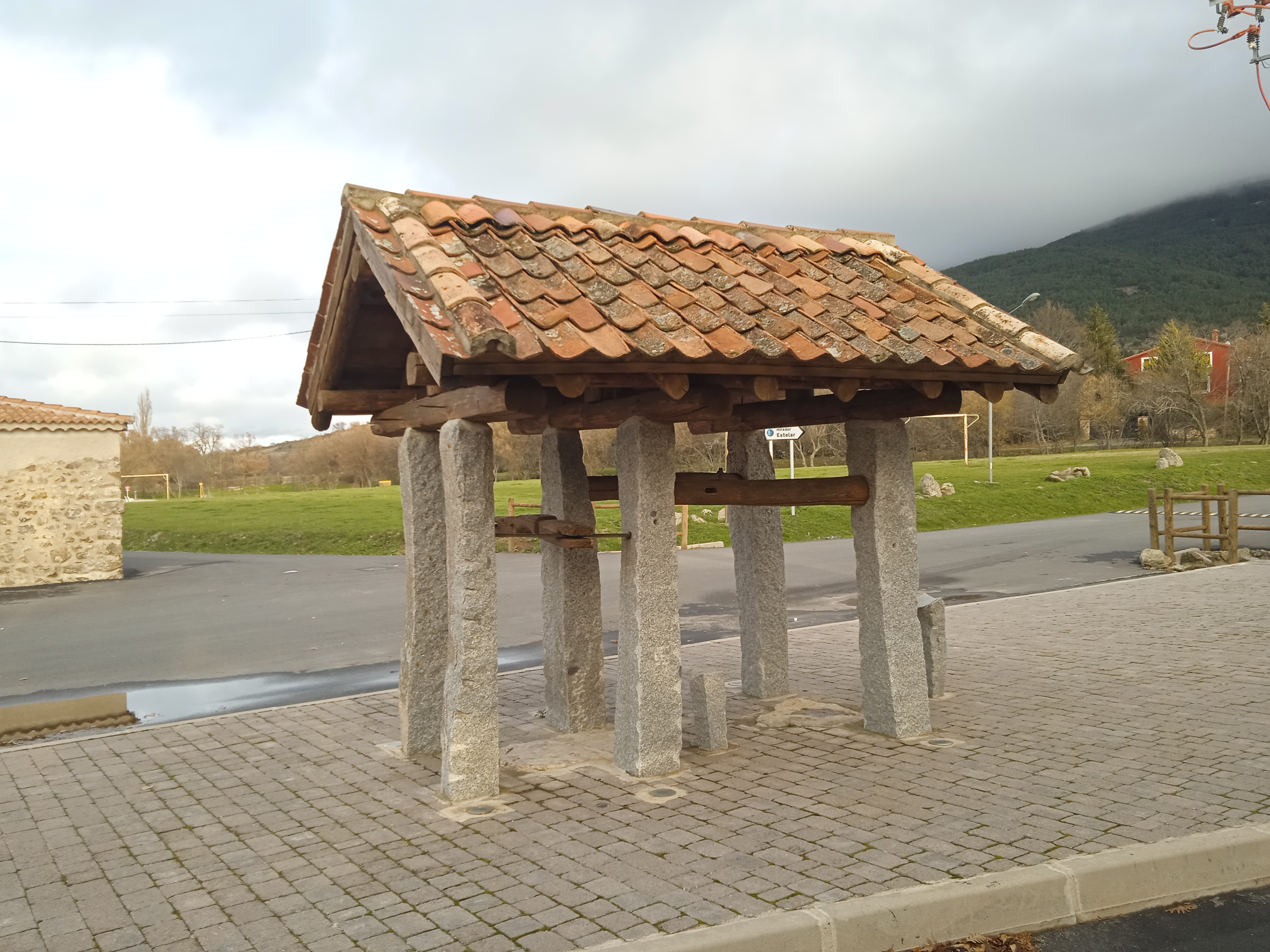
Potro de herrar

- Ruinas medievales del Monasterio de Santa María de la Sierra, rehabilitadas recientemente tras su paso por la Lista Roja de Patrimonio.[5] Bien de Interés Cultural desde 1931, son uno de los principales atractivos turísticos del municipio;
- Iglesia de San Nicolás de Bari, de origen románico y cuenta con un pequeño museo en su interior donde hay piezas de iglesias de la zona y una cruz procesional realizada en 1643;
- Parque nacional de la Sierra de Guadarrama, destacando los robledales de la Mata del Pirón y la Mata del Fraile;
- Crucero;
- Cañada Real Soriana Occidental;
- Lavaderos públicos;
- Un total de tres molinos hidráulicos;
- Tejera;
- Potro de herrar.[6][7][8][9][10][11]

## Cultura

### Fiestas
- San Isidro, el 15 de mayo;
- San Juan, el 24 de junio;
- Virgen de la Salud, el penúltimo fin de semana de agosto;
- Nuestra Señora del Rosario, el primer fin de semana de octubre;
- El árbol de las Regaderas;
- Romería al Puerto de Malangosto;
- San Nicolás de Bari, el 6 de diciembre.[6][7][12][9][11]

### Gastronomía
Destacan el cordero lechal y el cochinillo elaborados en hornos tradicionales de barro.